# Shanghai World Financial Center

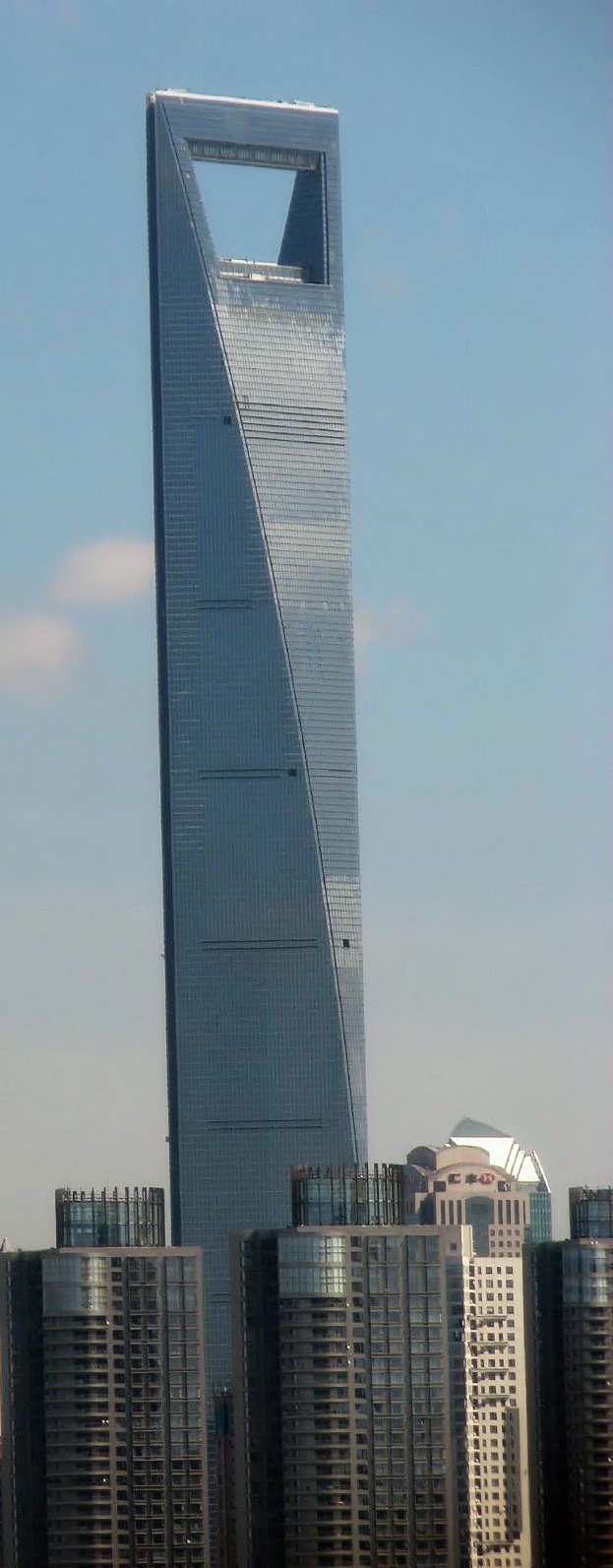
Shanghai World Financial Center

Shanghai World Financial Center (Pinyin: Shànghǎi huánqiú jīnróng zhōngxīn) este un zgârie-nor foarte înalt (492 m) care a fost inaugurat pe 28 august 2008 în Shanghai, China. Este a doua cea mai inalta cladire din Shanghai si a unsprezecea cea mai inalta cladire din lume.